# John Denver's Greatest Hits

Capa do álbum.

John Denver's Greatest Hits é um álbum de John Denver, lançado em 1973.